# Thomas Pkemei Longosiwa
Thomas Pkemei Longosiwa (ur. 14 stycznia 1982) – kenijski lekkoatleta specjalizujący się w biegach długodystansowych.
W 2007 zajął szóste miejsce podczas igrzysk afrykańskich w biegu na 5000 metrów. Na tym samym dystansie był dwunasty podczas igrzysk olimpijskich w Pekinie (2008) oraz szósty na lekkoatletycznych mistrzostwach świata w Daegu (2011). Zdobył brązowy medal w biegu na 5000 metrów podczas igrzysk olimpijskich w 2012 roku. W 2015 sięgnął po złoto igrzysk afrykańskich w Brazzaville.
Medalista mistrzostw Kenii.
Rekordy życiowe: bieg na 3000 metrów – 7:30,09 (8 maja 2009, Doha); bieg na 5000 metrów – 12:49,04 (6 lipca 2012, Paryż Saint-Denis).

## Osiągnięcia
| Rok  | Impreza                             | Miejsce     | Konkurencja    | Lokata      | Wynik    |
| ---- | ----------------------------------- | ----------- | -------------- | ----------- | -------- |
| 2007 | Igrzyska afrykańskie                | Algier      | bieg na 5000 m | 6. miejsce  | 13:17,48 |
| 2007 | Światowy finał lekkoatletyczny IAAF | Stuttgart   | bieg na 3000 m | 5. miejsce  | 7:50,62  |
| 2007 | Światowy finał lekkoatletyczny IAAF | Stuttgart   | bieg na 5000 m | 8. miejsce  | 13:42,39 |
| 2008 | Igrzyska olimpijskie                | Pekin       | bieg na 5000 m | 12. miejsce | 13:31,34 |
| 2009 | Światowy finał lekkoatletyczny IAAF | Saloniki    | bieg na 3000 m | 10. miejsce | 8:07,63  |
| 2011 | Mistrzostwa świata                  | Daegu       | bieg na 5000 m | 6. miejsce  | 13:26,73 |
| 2012 | Igrzyska olimpijskie                | Londyn      | bieg na 5000 m | 3. miejsce  | 13:42,36 |
| 2013 | Mistrzostwa świata                  | Moskwa      | bieg na 5000 m | 4. miejsce  | 13:27,67 |
| 2015 | Igrzyska afrykańskie                | Brazzaville | bieg na 5000 m | 1. miejsce  | 13:22,72 |